# Lithocarpus chiungchungensis
Lithocarpus chiungchungensis Chun & P.C.Tam – gatunek roślin z rodziny bukowatych (Fagaceae Dumort.). Występuje naturalnie w południowych Chinach – na wyspie Hajnan. 

## Morfologia
PokrójZimozielone drzewo dorastające do 5–10 m wysokości.
LiścieBlaszka liściowa ma owalnie eliptyczny, odwrotnie jajowaty lub podłużny kształt. Mierzy 6–15 cm długości oraz 2–5 cm szerokości, jest całobrzega, ma klinową lub zbiegającą po ogonku nasadę i ogoniasty lub spiczasty wierzchołek. Ogonek liściowy jest nagi i ma 8–12 mm długości.
OwoceOrzechy o kulistawym kształcie, dorastają do 7–12 mm długości i 12–18 mm średnicy. Osadzone są pojedynczo w kulistych miseczkach, które mierzą 15–20 mm średnicy. Orzechy są całkowicie otulone miseczkami.

## Biologia i ekologia
Rośnie w wiecznie zielonych lasach. Występuje na wysokości około 800 m n.p.m. Kwitnie w lipcu, natomiast owoce dojrzewają od października do listopada.